# Релігія в Сербії
| Віруючі в Сербії | Віруючі в Сербії | Віруючі в Сербії | Віруючі в Сербії | Віруючі в Сербії |
| ---------------- | ---------------- | ---------------- | ---------------- | ---------------- |
|                  |                  |                  |                  |                  |
| Православні      | Православні      |                  | 85.0%            | 85.0%            |
| Католики         | Католики         |                  | 5.5%             | 5.5%             |
| Мусульмани       | Мусульмани       |                  | 3.2%             | 3.2%             |
| Протестанти      | Протестанти      |                  | 1.1%             | 1.1%             |
| Інші             | Інші             |                  | 0.16%            | 0.16%            |

Сербія була традиційно християнською країною з часів християнізації сербів Климентом Охридським і Святим Наумом в 9-му столітті. Домінуюча релігія православ'я (Сербська православна церква) . Під час османського панування на Балканах, сунітський іслам утвердився на території Сербії, в основному в південному регіоні Рашка, Прешевській долині та Косово і Метохії. Католицька церква має коріння в країні з моменту перебування угорців у Воєводині (головним чином у північній частині провінції), тоді як протестантизм прибув у 18-19 століттях із заселенням словаків у Воєводині.

## Демографія

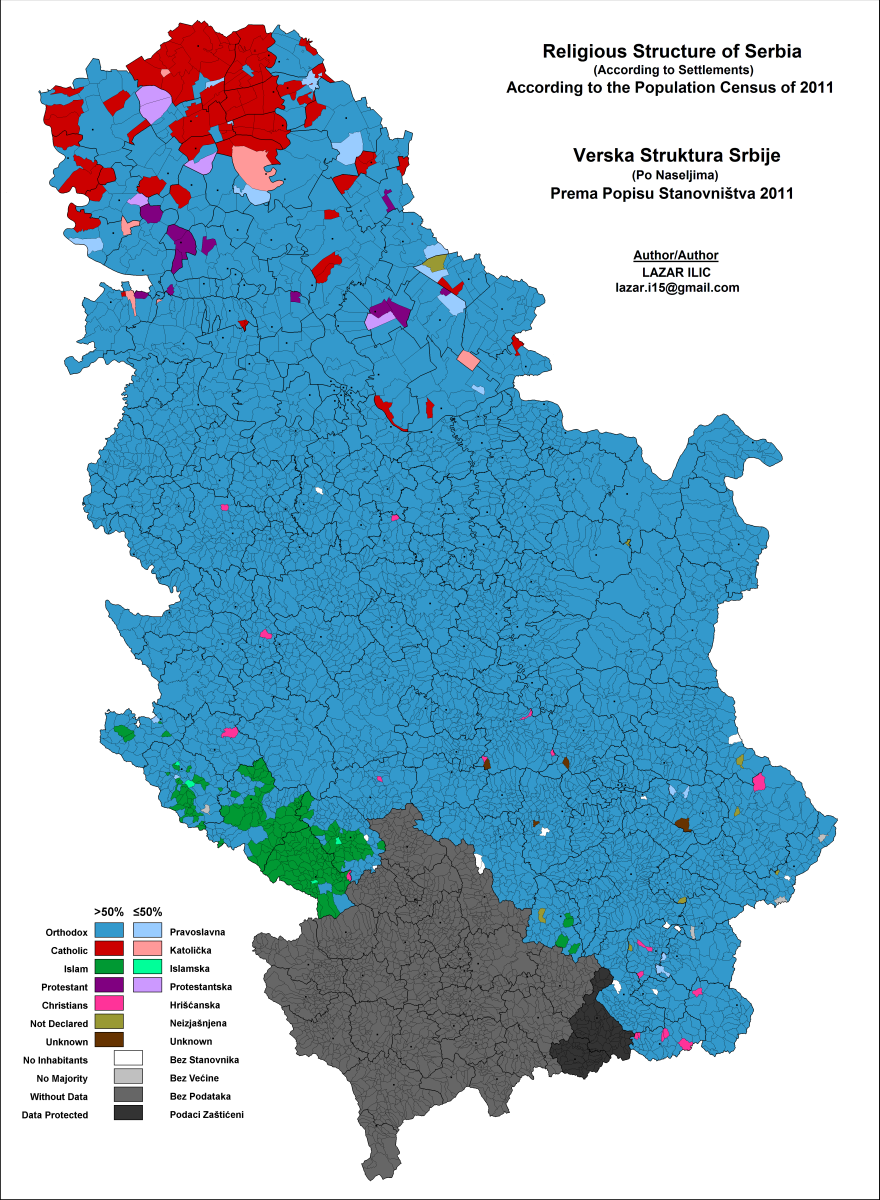
Релігійна структура Сербії
Синій - православні
Червоний - католики
Зелений - іслам
Фіолетовий - протестанти

|             | 1921        | 1921        | 1991      | 1991      | 2002      | 2002      | 2011      | 2011  |
| Кількість   | %           | Кількість   | %         | Кількість | %         | Кількість | %         |       |
| ----------- | ----------- | ----------- | --------- | --------- | --------- | --------- | --------- | ----- |
| Православні | 3,321,090   | 75.85       | 6,347,026 | 81.8      | 6,371,584 | 84.98     | 6,079,395 | 84.59 |
| Католики    | 751,429     | 17.16       | 496,226   | 6.4       | 410,976   | 5.48      | 356,957   | 4.97  |
| Мусульмани  | 97,672      | 2.23        | 224,120   | 2.89      | 239,658   | 3.2       | 222,829   | 3.1   |
| Протестанти | немає даних | немає даних | 88,275    | 1.14      | 80,837    | 1.08      | 71,284    | 0.99  |
| Юдеї        | 26,464      | 0.6         | 740       | 0.01      | 785       | 0.01      | 578       | 0.01  |
| Загалом     | 4,378,595   | 100         | 7,759,571 | 100       | 7,498,001 | 100       | 7,186,862 | 100   |

## Християнство

### Католицизм
Католицька церква присутня здебільшого у північній частині Воєводини, особливо в муніципалітетах з угорською етнічною більшістю, а також у багатоетнічному місті Суботіца та муніципалітеті Бечей. Вона представлена в основному такими етнічними групами: угорці, хорвати, німці, словенці, чехи тощо. Менша кількість циганів, словаків та сербів також є католиками. Етнічні русини та менша частина етнічних українців - це передусім католики східного обряду.

### Православ'я
Більшість громадян Сербії є прихожанами Сербської православної церкви, тоді як Румунська православна церква також присутня в районах Воєводини, де проживає етнічна румунська меншина. Окрім сербів, до складу інших православних християн належать чорногорці, румуни, македонці, болгари, волохи та більшість ромів.

### Протестантизм
Найбільший відсоток християн-протестантів у Сербії на муніципальному рівні припадає на муніципалітети Бачкі-Петровац та Ковачиця, де абсолютна чи відносна більшість населення - етнічні словаки (більшість з яких є прихильниками протестантського християнства). Деякі представники інших етнічних груп (особливо серби в абсолютних показниках, угорці та німці в пропорційному вираженні) також є прихильниками різних форм протестантизму

## Іслам
Іслам здебільшого присутній на південному заході Сербії в регіоні Санджак або Рашка (особливо в місті Нові Пазар та муніципалітетах Тутін і Сеніца), а також в частинах південної Сербії (муніципалітети Прешево і Буяновац). Етнічні групи, членами яких є переважно прихильники ісламу, є: боснійці, албанці та горанці. Значна кількість ромів також є прихильниками ісламу.

## Нерелігійні
Близько 1,1% населення Сербії є атеїстами. Релігійність була найнижчою у Нові-Белграді, 3,5% населення - атеїсти (порівняно з 1,5% усього Белграда та Нові-Сада) та найвищою у сільській частині країни, де атеїзм у більшості муніципалітетів знижувався нижче 0,01%.

## Роль релігії в суспільному житті
Державні школи дозволяють навчати релігії у співпраці з релігійними громадами, які мають домовленості з державою, але відвідування не обов'язкове. Заняття з релігії (серб.: verska nastava) організовуються в державних початкових та середніх школах, найчастіше координуючись з Сербською православною церквою, а також з католицькою церквою та ісламською громадою.
До державних свят Сербії також належать релігійні фестивалі православного Різдва та православного Великодня, а також День Святого Сави, який є святом і відзначається як День духовності, а також День освіти. Віруючим інших конфесій юридично дозволяють відзначати свої релігійні свята.